# Sommeilles
Sommeilles é uma comuna francesa na região administrativa de Grande Leste, no departamento de Meuse. Estende-se por uma área de 18,81 km². Em 2010 a comuna tinha 202 habitantes (densidade: 10,7 hab./km²).